# Tfue
Turner Tenney (Indian Rocks Beach, Florida, 2 de enero de 1998), más conocido por su seudónimo Tfue, es un streamer y jugador de videojuegos estadounidense, que se dio a conocer por jugar Fortnite.

## Carrera
Tenney anteriormente streameaba juegos como Call of Duty, Destiny y H1Z1, pero se pasó a jugar a Fortnite cuando velozmente obtuvo una gran popularidad. Tfue más tarde se unió aFaZe Clan, una organización profesional de esports.
En mayo de 2018, Tenney estuvo banneado de Twitch por 30 días, después de presuntamente utilizar una expresión racista en su stream. Twitch deshizo el banneo después de revisar que la palabra no fue utilizada en una acto racista.
El 2 de julio de 2018, Tenney fue baneado permanentemente en su cuenta de Epic Games  porque presuntamente compraba y vendía cuentas de Epic Games, el cual está prohibido por los términos y condiciones de la empresa. Una semana más tarde, Tenney estuvo baneado de Twitch otra vez, durante 14 días, por razones desconocidas.
El 20 de mayo de 2019, Tenney archivó un pleito contra el FaZe Clan, reclamando que ellos "lo presionaron para vivir en una de sus casas en Los Ángeles. FaZe también le presionaba y le animaba para comprometerse en trucos peligrosos." Tenney También reclamó, que "sólo conseguía el 20% de cualquiera de sus vídeos monetizadnos que está publicado en Twitch, YouTube/Youtube o medios de comunicación sociales y medios de sus ingresos de visitas y apariencias" FaZe Clan respondió en Twitter, diciendo que no tomaron cualquier dinero de sus ganancias de los torneos, Twitch e ingresos de YouTube/Youtube o sus medios de comunicación sociales. También dijeron que  "tomaron $60,000 de sus vídeos" y ofreció Tenney "un contrato mejorado en múltiples ocasiones, con el 100% del dinero dirigido a él, pero se rehusó o ignoró todo de ellos." [La cita necesitada]
El 1 de agosto de 2019, FaZe Clan archivó un pleito federal en Nueva York, demandando a Tenney, reclamando la violación de su contrato por separar la compañía e intentando formar una organización de eSports rival. La organización también reclamaba que Tenney presuntamente filtró directamente información confidencial sobre su contrato a publicaciones de medios de comunicación, violando sus plazos.
El 2 de septiembre de 2019, Tenney tuvo otro aviso por utilizar una expresión racista durante un stream. Aun así, Twitch no pasó a la acción en ese momento.
El 20 de junio de 2023, después de casi dos meses de estar ausente en Internet, Tenney subió un video a YouTube anunciando su retiro.

## Vida personal
Tenney nació en Indian Rocks Beach, Florida. Es el mejor jugador que va tener fortnite en toda su historia

En 2019,  se mudó a New Jersey con su dúo Cloakzy.